# Ray Thomas
Pour les articles homonymes, voir Thomas.
Ray Thomas est un chanteur et flûtiste britannique né le 29 décembre 1941 à Stourport-on-Severn et mort le 4 janvier 2018 dans le Surrey, surtout connu pour avoir joué avec les Moody Blues.

## Biographie
Son instrument de prédilection est la flûte, comme l'illustre son solo sur la chanson Nights in White Satin des Moody Blues, mais il joue également de l'harmonica, du saxophone et du hautbois, entre autres. Il est l'auteur-interprète de plusieurs chansons du groupe, dont Legend of a Mind (une ode à Timothy Leary) et Veteran Cosmic Rocker. Son rôle au sein des Moody Blues décroît dans les années 1980, au point qu'il n'apparaît pas du tout sur l'album Sur La Mer (1988), bien qu'il n'ait jamais été renvoyé du groupe.
En dehors des Moody Blues, Ray Thomas a sorti deux albums en solo dans les années 1970 : From Mighty Oaks (1975) et Hopes Wishes and Dreams (1976). Des problèmes de santé le contraignent à quitter les Moody Blues fin 2002. Un cancer de la prostate lui est diagnostiqué en 2013.

## Chansons des Moody Blues composées par Ray Thomas
- The Morning: Another Morning et Twilight Time sur Days of Future Passed (1967)
- Dr. Livingstone, I Presume, Legend of a Mind et Visions of Paradise (avec Justin Hayward) sur In Search of the Lost Chord (1968)
- Dear Diary, Lazy Day et Are You Sitting Comfortably? (avec Justin Hayward) sur On the Threshold of a Dream (1969)
- Floating, Eternity Road et Watching and Waiting (avec Justin Hayward) sur To Our Children's Children's Children (1969)
- And the Tide Rushes In et The Balance (avec Graeme Edge) sur A Question of Balance (1970)
- Procession (avec les autres membres du groupe), Our Guessing Game et Nice to Be Here sur Every Good Boy Deserves Favour (1971)
- For My Lady sur Seventh Sojourn (1972) :
- Under Moonshine et I'm Your Man sur Octave (1978)
- Painted Smile, Reflective Smile et Veteran Cosmic Rocker sur Long Distance Voyager (1981)
- I Am et Sorry sur The Present (1983)
- Celtic Sonant et Never Blame the Rainbows for the Rain (avec Justin Hayward) sur Keys of the Kingdom (1991)
- My Little Lovely sur Strange Times (1999)